# (6169) Sashakrot
(6169) Sashakrot es un asteroide perteneciente al cinturón de asteroides, región del sistema solar que se encuentra entre las órbitas de Marte y Júpiter, descubierto el 2 de marzo de 1981 por Schelte John Bus desde el Observatorio de Siding Spring, Nueva Gales del Sur, Australia.

## Designación y nombre
Designado provisionalmente como 1981 EX4. Fue nombrado Sashakrot en homenaje a Alexander (Sasha) Krot, cosmoquímico de clase mundial que ha hecho muchas contribuciones al campo de los meteoritos. Sus logros incluyen el descubrimiento de un entorno astrofísico energético para la formación de condrulas e identificar la existencia de un depósito gaseoso rico en oxígeno en la nebulosa solar.

## Características orbitales
Sashakrot está situado a una distancia media del Sol de 3,093 ua, pudiendo alejarse hasta 3,535 ua y acercarse hasta 2,650 ua. Su excentricidad es 0,142 y la inclinación orbital 20,03 grados. Emplea 1987,01 días en completar una órbita alrededor del Sol.

## Características físicas
La magnitud absoluta de Sashakrot es 12,9. Tiene 10,254 km de diámetro y su albedo se estima en 0,14. 